# The Chemical Brothers
The Chemical Brothers er en musikduo fra England bestående Tom Rowlands og Ed Simons (til tider benævnt Chemical Tom and Chemical Ed). Gruppen blev dannet tilbage i 1989 af de to dj's der begge var flyttet til Manchester på grund af musikscenen, og da de mødtes begyndte de at tage ud på klubberne, hvor deres DJ-sets viste deres bredtfavnende inspiration fra så forskellige grupper som Cabaret Voltaire, Public Enemy, Kraftwerk og The Smiths.
I starten kaldte de sig "The Dust Brothers" opkaldt efter en amerikansk producer-duo af samme navn, men efter trusler om sagsanlæg skiftede de navn til det nuværende navn i 1995. Sammen med The Prodigy, Fatboy Slim og The Crystal Method regnes de for pionerer indenfor genren big beat electronic dance. 
I 1991 begyndte duoen at spille på klubben Naked Under Leather under navnet Dust Brothers. Navnet de havde taget i respekt for de amerikanske navnebrødre, der havde produceret de to DJ’s ynglingsplade: Beastie Boys’ "Paul’s Boutique".
Efter at have udgivet flere selvfinancerede singler, der huserede omkring i det engelske DJ-miljø, fik Chemical Brothers tilbud om at remixe numre for bl.a. The Prodigy, Primal Scream og The Charlatans. Den efterfølgende omtale banede vejen for Chemical Brothers’ (som de nu hed) kritiker-roste debut-album "Exit Planet Dust".
På opfølgeren "Dig Your Own Hole" fik kemikerne hjælp fra Oasis-frontfiguren Noel Gallagher på singlen "Setting Sun". Singlen lagde sig på førstepladsen af den engelske hitliste, og med anden-singlen, den hårdtpumpende "Block Rockin’ Beats", blev albummet en verdensomspændende salgssucces.
Men big beat-bølgen var efterhånden begyndt at dø ud og lyde tyndslidt. De efterfølgende "Surrender" og "Come With Us" savnede da også de tidligste pladers dansegulvs-baskere.
Efter en udgivelsespause på tre år viser duoens nyeste "Push The Button" heller ikke tegn på den store musikalske udvikling. En kunstnerisk krise som duoen senest har forsøgt at bekæmpe med "We Are the Night", der udkom i juli 2007. 
Duoen er især kendt for deres liveoptrædender. Duoen spillede på Roskilde Festival 2008 og på Northside Festival i Aarhus, juni 2016.

## Diskografi

### Albums
- 1995: Exit Planet Dust
- 1997: Dig Your Own Hole
- 1998: Brothers Gonna Work It Out (mix-album)
- 1999: Surrender
- 2002: Come With Us
- 2005: Push The Button
- 2007: We Are the Night
- 2010: Further